# Suzanne Landells
Suzanne „Suzie“ Ciscele Landells, nach Heirat Suzanne Dill-Macky (* 12. Dezember 1964 im Bundesstaat Queensland), ist eine ehemalige australische Schwimmerin. Sie gewann bei den Olympischen Spielen 1984 in Los Angeles eine Silbermedaille über 400 Meter Lagen. Bei den Commonwealth Games gewann sie zwei Goldmedaillen.

## Sportliche Karriere
Die 1,62 Meter große Suzanne Landells belegte bei den Commonwealth Games 1982 in Brisbane mit einer Zeit von 4:59,86 Minuten den fünften Platz über 400 Meter Lagen. Bei den Olympischen Spielen 1984 In Los Angeles erreichte Landells mit der achtbesten Vorlaufzeit von 4:54,13 Minuten gerade noch das Olympiafinale über 400 Meter Lagen. Im Endlauf verbesserte sie sich auf 4:48,30 Minuten und erkämpfte mit über neun Sekunden Rückstand auf Tracy Caulkins aus den Vereinigten Staaten und 0,27 Sekunden Vorsprung auf Petra Zindler aus der Bundesrepublik Deutschland die Silbermedaille. 1986 bei den Commonwealth Games in Edinburgh gewann Landells über 200 Meter Lagen in 2:17,02 Minuten knapp vor der Schottin Jean Hill. Über 400 Meter Lagen siegte sie in 4:45,82 Minuten und hatte dabei fast vier Sekunden Vorsprung vor ihrer Landsfrau Jodie Clatworthy. Kurz nach den Commonwealth Games fanden in Madrid die Schwimmweltmeisterschaften 1986 statt. Landells trat über beide Lagenstrecken an, konnte aber ihre Zeiten von Edinburgh nicht wiederholen. In 2:20,32 Minuten wurde sie Elfte über 200 Meter Lagen. Über 400 Meter Lagen erreichte sie das Finale und belegte in 4:51,66 Minuten den sechsten Platz.